# Sam Simpkins, Sleuth
Sam Simpkins, Sleuth è un cortometraggio muto del 1912. Il nome del regista non viene riportato nei credit del film che, prodotto dalla Essanay Film Manufacturing Company di Chicago, era interpretato da Howard Missimer, Helen Dunbar e John Steppling.

## Produzione
Il film fu prodotto dalla Essanay Film Manufacturing Company.

## Distribuzione
Distribuito dalla General Film Company, il film - un cortometraggio a una bobina - uscì nelle sale cinematografiche statunitensi il 18 aprile 1912.